# Menominee
Menominee (Menomini, Mamaceqtaw).- Algonquiansko pleme iz in blizu reke Menominee v Wisconsinu. Populacija Menomineejev je leta 1700 znašala okoli 4.000, nato pa je upadala vse do 30. let 20. stoletja. Od druge polovice 20. stoletja so Menominee doživeli porast, tako da so leta 2005 dosegli 7.200 duš. Njihova prvotna lokacija je bil morda Michigan, od koder so prišli v Wisconsin. Edina skupina, za katero je znano, da je živela v Michiganu, so bili Misinimak Kimiko Wininiwuk. Menominee danes živijo v zvezni državi Wisconsin (ki je dobila ime po skupini Wiskos Sepeo Wininiwuk) v rezervatu Menominee.

## Ime
Sami sebe Menominee imenujejo Mamaceqtaw, vendar so jih njihovi algonkinski sorodniki imenovali Malhomines, oziroma Menomini v pomenu "Wild Rice Men" (ljudstvo divjega riža; Zizania aquatica), Francozi pa so to spremenili v Folles Avoines (people of the false oat), Angleži pa so prevedli kot Wild Oat Indians. To ime je bilo napačno dano, saj je očitno prišlo do zamenjave divjega riža in ovsa, kot so ga poimenovali Francozi in prevedli Angleži. Bolj je podoben mandžurskemu divjemu rižu Zizania latifolia in drugim rižem, ki prav tako potrebujejo vodo, kot vsi ostali riži. V jeziku Indijancev Chippewa je bilo to ime Omanomini in se je prav tako nanašalo na Zizania aquatica. Plemena območja Velikih jezer, zlasti ob riževih jezerih, so se ukvarjala z žetvijo te samonikle rastline, žela se je iz kanuja. Menominee so bili tako odvisni od nje, da so po njej dobili tudi ime. Njihovi sorodniki Chippewa so pregnali vsa ostala plemena z riževih območij, ki so prej naseljevala ta kraj in bili žanjci riža.

## Lokalne skupine
Skinner (1921) navaja imena njihovih skupin:
- Kaka'pa'kato' Wini'niwűk (Kakapakato Wininiwuk), "Barricade Falls people," pri Keshena Falls na reki Wolf River.

- Kakä'nikone Tusi'niniwűg (Kakanikone Tusininiwug), "Portage people," Portage, Wisconsin.

- Kipisa'`kia Wini'niwűk (Kipisakia Winiwiwdk), "River Mouth people," pri Prairie du Chien.

- Mani'towűk Tusi'niniwűg (Manitowuk Tusininiwug), "Manitou Place people," Manitowoc, Wisconsin.

- Mätc Sua'mäko Tusi'niniu (Mato Suamako Tusininiu), "Great Sand Bar people," na peščenih gričih, zdaj Big Suamico, pri Green Bayu.

- Minika'ni Wini'niwűk (Minikani Wininiwuk), "Village people," pri izlivu reke Menominee River.

- Misi'nimäk Kimiko Wini'niwuk (Misinimak Kimiko Wininiwuk), "Michilimackinac People," blizu stare trdnjave v Mackinacu, Michigan.

- Muhwä'o Se'peo Wini'niwuk (Muhwao Sepeo Wininiwuk), "Wolf River people," na zgornjem toku reke Wolf River.

- Nämä'o Wikito' Tusi'niu (Namao Wikito Tusiniu), "Sturgeon Bay people," pri Sturgeon Bayu.

- Nomä'kokon Se'peo Tusi'niniwűg (Nomakokon Sepeo Tusininiwug), "Beaver River people," blizu Winneconne, Fond du Laca in Oshkosha.

- Oka'to Wini'niwuk (Okato Wininiwuk), "Pike Place people," pri izlivu reke Oconto River.

- Pä'sä'tiko Wini'niwuk (Pasatiko Wininiwuk), "Peshtigo River people," pri izlivu reke Peshtigo River.

- Powahe'kune Tusi'niniwűg (Powahekune Tusininiwug), "Rice-gathering-place people," pri jezeru Poygan.

- Sua'makosa Tusi'niniu (Suamakosa Tusininiu), "Little Sand Dune people," na peščenih gričih Little Suamica.

- Wi'skos Se'peo Wini'niwuk (Wiskos Sepeo Wininiwuk), "Wisconsin River people"- ime Wisconsin je nastalo po njih, od wi'skos ali wi'skons, "muskrat"- na Mississippiju blizu reke Wisconsin River.

Zgornje skupine pripadajo predkontaktnim časom, oziroma izvirnim skupinam, na katere so naleteli prvi popotniki. Lee Sultzman navaja, da so se v 19. stoletju oblikovale skupine: Aiamiqta, Aqkamot, Keshok (Keso), Le Motte, Manabusho, Ohopesha,Oshkosh, Peshtiko, Piwaqtinet, Shakitok in Shununiu (Shunien).

## Vasi
Znane vasi Menomineejev so: Fort Howard (Green Bay), Keshena, Menominee, Milwaukee, Neopit in Tokaunee.

## Zgodovina
Menomineeji so uvrščeni v osrednjo (Centralno) skupino družine Algonquian. Jean Nicolet (1639.) prvi poroča o njih na severozahodni strani Michiganskega jezera, nedaleč od sedanjega bivališča. Gospodarstvo je temeljilo na žetvi divjega vodnega riža, ribolovu, lovu in omejenem vrtnarjenju. Med dolgotrajnimi francosko-indijanskimi so bili na strani Francozov, s katerimi so pogosto sklepali tudi zakonske zveze. Na tem območju je takrat cvetela trgovina s krznom, Menomineeji pa so ustvarili razpršene mobilne skupine, ki so bile aktivne med zimskimi lovi. 
Leta 1815 sta bila v Green Bayu ustanovljena Indijanska agencija in trgovska postaja. Z vrsto pogodb so prodali pravice do svoje zemlje, kar je omogočilo prihod novim priseljencem. Tako je leta 1852 2.002 člana plemena Menominee bilo nameščenih v rezervat velikosti 400 mi (640 km) kvadratnih milj na zgornjih tokovih rek Wolf in Oconto, vendar je bil tudi ta kmalu opuščen. Leta 1854 je bil končno ustanovljen indijanski rezervat Menominee, v starem kraju ob reki Wolf, kjer je leta 1950 živelo 3.029 Menomineejev. Lesna industrija je preprečila razpad plemena. Letno se v tej tovarni razreže 25.000.000 čevljev ali 7.620 tekočih kilometrov hlodov, kar je v 60. letih prejšnjega stoletja znašalo 1.000 dolarjev na indijansko družino. 
Poleg tega so se Menomineeji v rezervatu ukvarjali tudi s kmetovanjem, malim podjetništvom in plesom za turiste, od katerih so prav tako dobili nekaj denarja.

## Etnografija
Kultura Menomineejev pripada kulturi vzhodnih gozdov (Eastern Woodland), podobna tisti pri Chippewa, kombinacija lova, ribolova in nabiranja s posebnim poudarkom na žetvi divkega riža. 
Njihove velike vasi so bile sestavljene iz lesenih kvadratnih 'dolgih hiš', medtem ko so med življenjem v lovskih skupinah pozimi postavljali stožčaste wigwame. Vasi Menomineejev najpogosteje niso bile zaščitene s palisadami. Morgan meni, da se je dedovanje pri njih sprva računalo po ženski liniji in niso mu znana imena klanov, združenih v dve polovici. Po najnovejših podatkih klanski sistem Menomineejev pozna 34 klanov, razdeljenih na pet 'bratstev':
- Medved (klani: Medved, Bober, Pižmovka, Vidra, Jeseter, Blatna želva, Sončna riba in Ježek);

- Orel (klani: Zlati orel, Vrana, Krokar, Rdečerepi jastreb, Beloglavi orel, Ribji jastreb, Skobec, Zimski jastreb, Vilasti rep in Hitro leteči jastreb,

- Volk (klani: Volk, Pes, Belorepi jelen, Lisica in Borova veverica),

- Žerjav (klani: Žerjav, Velika modra čaplja, Stara raca, Liska, Potapljač in Puranski jastreb);

- Los (Los /glavni klan/, Los, Kuna, Rdeča veverica in Rakun).

## Tabela prebivalstva
| Leto | Skupaj         | Ženske | Moški           | Otroci | Viri                        |
| ---- | -------------- | ------ | --------------- | ------ | --------------------------- |
| 1718 |                |        | 100 (bojevniki) |        | W.J. Hofmann 1896           |
| 1761 | 750            |        | 150 (bojevniki) |        | W.J. Hofmann 1896           |
| 1820 | 3.900          | 900    | 600             | 2.400  | W.J. Hofmann 1896           |
| 1847 | 2.500          |        |                 |        | Keesing 1939                |
| 1857 | 1.697          | 425    | 358             | 914    | W.J. Hofmann 1896           |
| 1886 | 1.308          |        |                 |        | Keesing 1939                |
| 1902 | manj kot 1.300 |        |                 |        | Keesing 1939                |
| 1916 | 1.736          |        |                 |        | Keesing 1939                |
| 1929 | 1.939          |        |                 |        | Keesing 1939                |
| 1956 | 2.917          | 320    | 380             | 2.217  | I. Spindler 1962            |
| 2000 | 7.883          |        |                 |        | Popis prebivalstva ZDA 2000 |